# 4 Flota Powietrzna (III Rzesza)
4 Flota Powietrzna (niem. Luftflotte 4) – związek operacyjny lotnictwa III Rzeszy z okresu  II wojny światowej, uczestniczył m.in. w agresji na Polskę. 
4 Flota Powietrzna utworzona została w sierpniu 1938 roku jako Dowództwo Luftwaffe w Austrii. Od marca 1939 roku pod właściwą nazwą. Uczestniczyła kolejno w agresji na Polskę (1939), walkach nad III Rzeszą (1940), agresji na państwa bałkańskie i Związek Radziecki (1941), walkach nad Rumunią i Węgrami (1944) oraz walkach nad Austrią i Węgrami (1945). Tuż przed atakiem na Związek Radziecki tj. 20 czerwca 1941 roku liczyła 600 samolotów, w tym: 360 bombowców, 210 myśliwców i 30 samolotów rozpoznawczych.
Samoloty rozpoznawcze i bombowe z 4 Floty Powietrznej uczestniczyły również w operacjach przeciw partyzantce polskiej i radzieckiej w czasie operacji Sturmwind I i Sturmwind II w rejonie Lasów Janowskich i Puszczy Solskiej.
W kwietniu 1945 przemianowana na IV Dowództwo Luftwaffe.

## Dowódcy 4 Floty Powietrznej
- Alexander Löhr[1]
- Wolfram von Richthofen
- Otto Dessloch(inne języki)
- Alexander Holle(inne języki)
- Otto Dessloch(inne języki)

## Struktura organizacyjna
Ważniejsze podległe oddziały:
- Dowództwo Luftwaffe Don (1942–1943)
- Dowództwo Luftwaffe Kaukaz (1942–1943)
- I Korpus Lotniczy
- II Korpus Lotniczy (1944–1945)
- IV Korpus Lotniczy (1941–1943)
- V Korpus Lotniczy (1941)
- VIII Korpus Lotniczy
- XI Korpus Lotniczy (1941)
- Królewski Lotniczy Korpus Rumuński (1942–1944)
- 2 Dywizja Lotnicza (1939)
- 17 Dywizja Lotnicza
- 102 Węgierska Dywizja Lotnicza
- 15 Dywizja Polowa Luftwaffe (1942)
- I Korpus Artylerii Przeciwlotniczej (1941–1944)
- II Korpus Artylerii Przeciwlotniczej (1941)
- V Korpus Artylerii Przeciwlotniczej (1944–1945)
- 5 Dywizja Artylerii Przeciwlotniczej (1942–1944)
- 9 Dywizja Artylerii Przeciwlotniczej
- 10 Dywizja Artylerii Przeciwlotniczej (1941–1942)
- 15 Dywizja Artylerii Przeciwlotniczej (1944)
- VI Brygada Artylerii Przeciwlotniczej (1942)
- 4 pułk łączności Luftwaffe
- 14 pułk łączności Luftwaffe
- 24 pułk łączności Luftwaffe
- ponadto miejscowe dowództwa poszczególnych rodzajów sił powietrznych, misje wojskowe w Rumunii, Bułgarii etc.